# Joel Houston
Joel Houston (Brisbane, 19 settembre 1979) è un cantautore musicista, pastore, leader religioso australiano.
È un membro della Hillsong United, una band musicale della Hillsong Church, con sede a Sydney. Tra il 2010 e il 2017 è stato aiuto pastore della Hillsong Church di New York. È il capo della band di culto cristiano Hillsong United, per la quale canta, suona la chitarra e scrive canzoni. Nel 2008 è diventato il direttore creativo della Hillsong Church. È il figlio maggiore dei pastori fondatori della chiesa Brian e Bobbie Houston e nipote di Frank Houston. Ha un fratello, Benjamin, e una sorella, Laura. Houston è stato anche il bassista della band Able, composta da Marty Sampson, Michael Guy Chislett e Luke Munns, che ha vinto il concorso Channel V Leg Up nel 2001.

## Biografia
Joel è il figlio maggiore dei pastori che fondarono la Hillsong Church, Brian e Bobbie Houston, e nipote del pastore Frank Houston.
Joel ha tre fratelli: Ben Houston (parroco principale della Hillsong Los Angeles); Laura Toggs (curatrice della pastorale giovanile della Hillsong in Australia e anche membro di Hillsong Young & Free; la cantante Sabrina Houston.
Inizialmente intenta a suonare il piano all'età di sette anni, in seguito scoprì la sua vocazione per il basso per diversi album della Hillsong Worship.
Houston debuttò ufficialmente con gli Hillsong United nel 2002, sebbene avesse suonato il basso per diversi anni e contribuito alla canzone che aveva dato il titolo al primo al album live del gruppo (Everyday). Joel condusse conferenze di culto in Nord America, Sud America, Africa, Europa e Asia. Contribuì alle principali registrazioni degli album degli Hillsong, guidate dal pastore di culto Reuben Morgan.
Molte delle canzoni che ha scritto o co-scritto sono cantate nelle chiese di tutto il mondo e sono state tradotte in 32 lingue. I suoi brani sono stati inclusi negli album degli Hillsong che hanno scalato rapidamente le classifiche di musica cristiana australiane e americane. Nel marzo 2007, l'ottavo album di Hillsong United All of the Above è entrato nella sesta posizione delle classifiche ARIA. Joel Houston è il direttore creativo degli Hillsong dal 2008. Joel è stato co-parroco della Hillsong Church di New York con Carl Lentz, fino a quando la collaborazione non fu interrotta da Brian Houston per "mancanze morali" non meglio precisate.
Joel ha sposato la modella brasiliana Esther Lima nel 2012, che l'anno seguente gli ha dato alla luce un figlio di nome Zion.